# Atmosfera de Tritão
A atmosfera de Tritão é a camada de gases que rodeia a lua de Netuno, Tritão. A pressão de superfície é de apenas 14 microbars (1,4 Pa ou 0,0105 mmHg ), ou 0.0014% da pressão à superfície da Terra. A atmosfera deste satélite é composta de nitrogênio, semelhantes às atmosferas de Titã e da Terra. A atmosfera estende-se 800 quilômetros acima de sua superfície e observações recentes mostraram um aumento de temperatura.
| Gás | Pressão parcial em 1989, μbar     | Pressão parcial em 2010, μbar |
| --- | --------------------------------- | ----------------------------- |
| N2  | 14±1                              | 19+1.8 −1.5 ou 39±4           |
| CH4 | {\displaystyle (1.6-2.4)*10^{-3}} | 0.98±0.37                     |
| CO  | ?                                 | {\displaystyle 2.4*10^{-2}}   |

## Composição
O nitrogênio é o principal gás na atmosfera de Tritão. Os dois outros componentes conhecidos são o metano e o monóxido de carbono, que são gases mais raros que o nitrogênio. O monóxido de carbono, que foi descoberto apenas em 2010 pelas observações terrestres, é um pouco mais abundante que o metano. A abundância de metano em relação ao nitrogênio aumentou quatro a cinco vezes desde 1986, devido ao aquecimento sazonal observado em Tritão, que passou pelo solstício do hemisfério sul em 2001.
Outros componentes possíveis da atmosfera de Triton incluem argônio e néon. Entretanto, como não foram detectados no espectro ultravioleta, obtido pela Voyager 2 em 1989, é pouco provável que suas concentrações excedam poucos pontos percentuais. Além dos gases mencionados acima, a atmosfera superior contém quantidades significativas de hidrogênio molecular e atômico, que é produzido pela fotólise do metano. Esse hidrogênio escapa rapidamente para o espaço, servindo como fonte de plasma na magnetosfera de Netuno.
Outros planetas do Sistema Solar, planetas anões e luas com atmosferas de composição semelhante incluem Terra, Titã, Plutão e, possivelmente, Eris.

## Estrutura
A atmosfera de Triton é bem estruturada e global. A atmosfera se estende até 800 quilômetros acima da superfície, onde está localizada a exobase, e mensurações em 1989 calcularam uma pressão superficial de cerca de 14 microbares. Isso representa apenas 1/70.000 da pressão da superfície da Terra. A temperatura da superfície era de pelo menos 35,6 K (−237,6
 °C) porque o nitrogênio sólido de Tritão está no estado cristalino hexagonal mais quente e a transição de fase entre o gelo de nitrogênio cúbico e hexagonal ocorre nessa temperatura. Um limite superior na casa dos 40 K pode ser definido a partir do equilíbrio da pressão de vapor com o gás nitrogênio na atmosfera de Tritão. Considerando o ano de medição como 1989, a temperatura mais provável foi 38±1 K. Nos anos 90, provavelmente aumentou cerca de 1K, devido ao aquecimento global em geral quando Tritão se aproxima do verão do hemisfério sul.
A convecção perto da superfície de Tritão, aquecida pelo Sol, cria uma troposfera (uma "região climática") subindo a uma altitude de cerca de 8 km. Nela a temperatura diminui com a altura atingindo um mínimo de cerca de 36 K na tropopausa.  Tritão não tem uma estratosfera, definida como uma camada em que o aquecimento da troposfera e da termosfera é equilibrado pelo resfriamento radiativo. As regiões mais altas incluem a termosfera (8-850 km) e exosfera (acima de 850 km). Na termosfera, a temperatura aumenta, atingindo um valor constante de cerca de 95 K acima de 300 km. A atmosfera superior vaza continuamente no espaço devido à fraca gravidade de Tritão. A taxa de perda é de cerca de 1 ×1025 moléculas de nitrogênio por segundo, o que equivale a cerca de 0,3 kg/s.

## Clima

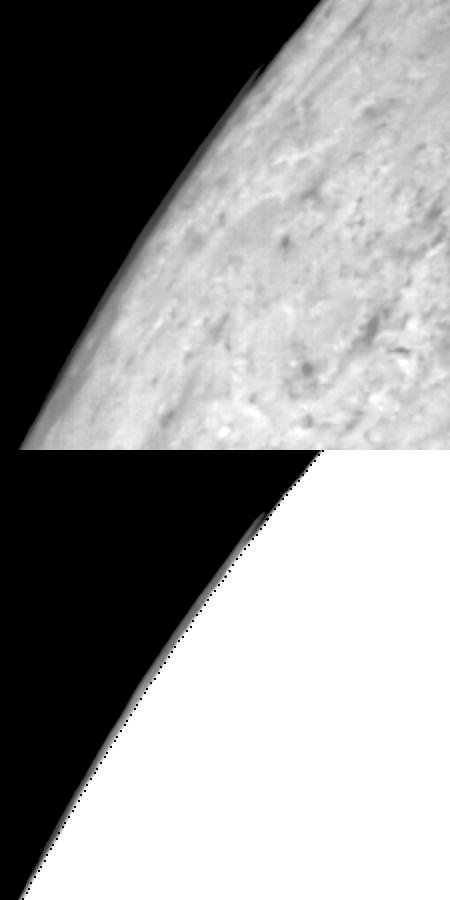
Uma nuvem sobre Tritão, capturada pela Voyager 2

As partículas de gelo de nitrogênio formam nuvens na troposfera a poucos quilômetros acima da superfície de Tritão. Acima deles, uma névoa está presente, estendendo-se até 30 km da superfície. Acredita-se que essa névoa seja composta principalmente de hidrocarbonetos e nitrilos criados pela ação da luz ultravioleta do Sol e estelar no metano.
Em 1989, a Voyager 2 descobriu que perto da superfície existem ventos soprando para leste ou nordeste com uma velocidade de cerca de 5 a 15 m/s.  Sua direção foi determinada por observações de faixas escuras localizadas sobre a calota do polo sul, que geralmente se estendem de sudoeste ao nordeste. Especula-se que esses ventos estejam relacionados à sublimação do gelo de nitrogênio da calota sul, pois houve verão no hemisfério sul em 1989.  O nitrogênio gasoso se move para o norte e é desviado pela força de Coriolis para o leste, formando um anticiclone próximo à superfície. Os ventos troposféricos são capazes de mover material com mais de um micrômetro de tamanho, formando as estrias.
Oito quilômetros de altura na atmosfera perto da tropopausa, os ventos mudam de direção. Neste ponto, eles fluem para o oeste e são impulsionados por diferenças de temperatura entre os pólos e o equador.  Esses ventos fortes podem distorcer a atmosfera de Tritão, tornando-o assimétrico. Uma assimetria foi observada durante a ocultação de estrelas por Tritão, na década de 1990.
A atmosfera é densa o suficiente para permitir a formação de dunas.

## Observações e exploração

### Antes da Voyager 2
Antes da chegada da Voyager 2, especulava-se que Tritão conteria uma atmosfera de nitrogênio e metano com uma densidade de até 30% da Terra. Isso provou ser uma grande superestimação, semelhante às previsões da densidade atmosférica de Marte, mas, como em Marte, é postulada uma atmosfera inicial mais densa.

### Voyager 2
A Voyager 2 passou por Tritão cinco horas após a aproximação mais próxima de Netuno em meados de agosto de 1989. Durante o sobrevôo, a Voyager 2 fez medições da atmosfera, encontrando metano e nitrogênio na atmosfera.

### Observações posteriores
Na década de 1990, foram feitas observações da Terra sobre a ocultação de estrelas através do fenômeno óptico de escurecimento de bordo. Essas observações indicaram a presença de uma atmosfera mais densa do que foi inferido a partir dos dados da Voyager 2. Pensa-se que a pressão superficial no final dos anos 90 tenha aumentado para pelo menos 19 μbar ou, possivelmente, até 40 μbar. Outras observações mostraram um aumento de temperatura de 5% entre 1989 e 1998. Um dos cientistas envolvidos na investigação de Triton, James L. Elliot, disse:  
 "Pelo menos desde 1989, Tritão está passando por um período de aquecimento global. Em porcentagem, é um aumento muito grande ". 
 Essas observações indicam que Tritão está tendo uma estação quente de verão no hemisfério sul, que só acontece uma vez a cada centenas de anos, perto dos solstícios. As teorias para esse aquecimento incluem a sublimação da geada na superfície de Triton e uma diminuição no albedo de gelo, o que permitiria que mais calor fosse absorvido. Outra teoria argumenta que as mudanças de temperatura são resultado da deposição de material vermelho escuro de processos geológicos na lua. Como o albedo Tritão está entre os mais altos doSistema Solar, a lua é sensível a pequenas variações no albedo espectral.

#### Relógio Triton
O programa Triton Watch usa astrônomos para monitorar mudanças na atmosfera. Foi criado a partir de fundos da NASA.